# Arthur K. Shapiro
Arthur K Shapiro M.D., né le 11 janvier 1923 à New York et mort le 3 juin 1995 à White Plains (New York), est un psychiatre spécialisé dans l'étude de la maladie de Gilles de La Tourette.   

## Biographie
Arthur K. Shapiro est né à Brooklyn, New York et vivait à Scarsdale, New York au moment de sa mort. En 1951, il est diplômé du City College of New York, puis il obtient son diplôme de médecine en 1955 à l'Université de Chicago.
Il devient directeur du laboratoire d'études spéciales de l'Université Cornell, fonction qu'il occupe jusqu'en 1977. Il est également médecin à Mount Sinai School of Medicine.

## Recherches sur le syndrome de La Tourette
Shapiro met en évidence que le syndrome de La Tourette était un trouble organique. Le changement dans la façon de diagnostiquer et traiter le syndrome de La Tourette se produisit en 1965, lorsque Shapiro et son épouse Elaine Schlaffer Shapiro traitèrent un patient avec l'halopéridol (Haldol). Ils firent la description du traitement dans un article publié dans le British Journal of Psychiatry après avoir été rejeté par des journaux américains.
Ayant travaillé en 1972 avec l'association du syndrome de Tourette (TSA renommée depuis TAA), les Shapiro avancèrent l'argument que la maladie était d'origine neurologique. En 1978, ils publient un ouvrage sur le syndrome. En 1981, Arthur Shapiro est nommé co-président d'honneur du premier symposium international du syndrome de La Tourette à New York

## Publications
- (coll.) Gilles De La Tourette Syndrome. Raven Press Ltd; 2e éd., 1988.
- avec Elaine Shapiro :
  - The Powerful Placebo : From Ancient Priest to Modern Physician. The Johns Hopkins University Press, 2000
  - « Evaluation of the reported association of obsessive-compulsive symptoms or disorder with Tourette's disorder », Comprehensive Psychiatry vol.33, n°3, p. 152-165, [lire en ligne], 1992
  - « Tardive dyskinesia and chronic neuroleptic treatment of Tourette patients », Adv Neurol., [6959518 lire en ligne], 1982
- avec E. Shapiro et G. Fulop :
  - "Controlled study of haloperidol, primozide and placebo for the treatment of Gilles de la Tourette's syndrome". Arch. Gén. Psychiatry 46 (8):722-30.  DOI 10.1001/archpsyc.1989.01810080052006, 1989
  - "Pimozide treatment of tic and Tourette disorders". Pediatrics 79 (6) [lire en ligne], 1987